# Eddie Griffin
Pour les articles homonymes, voir Griffin.
Eddie Griffin est un humoriste et acteur américain né le 15 juillet 1968 à Kansas City, Missouri (États-Unis).

## Filmographie

### comme acteur
- 1991 : The Five Heartbeats : Ventriloquist
- 1991 : Le Dernier Samaritain (The Last Boy Scout) : M.C.
- 1992 : Brain Donors : Messenger
- 1993 : Coneheads de Steve Barron : Customer
- 1993 : Meteor Man : Michael
- 1994 : House Party 3 : Guest at Kid's bachelor party
- 1994 : Jason's Lyric : Rat
- 1995 : The Walking Dead : Pvt. Hoover Brache
- 1998 : Armageddon : Little Guy
- 1999 : Gigolo à tout prix (Deuce Bigalow: Male Gigolo) : T.J. Hicks
- 1999 : Mod Squad (The Mod Squad) : Sammy, Linc's Buddy
- 1999 : Foolish : Miles 'Foolish' Waise
- 1999 : Mariah #1's (vidéo) : Henchman (segment "Honey")
- 2000 : Morceaux choisis (Picking Up the Pieces) : Sediento
- 2001 : Un gentleman en cavale (Double Take) : Freddy Tiffany
- 2002 : John Q : Lester Matthews
- 2002 : Le Nouveau (The New Guy) : Luther
- 2002 : Opération funky (Undercover Brother) : Undercover Brother / Anton Jackson
- 2002 : Pinocchio : le chat (voix)
- 2003 : Scary Movie 3 (Scary Movie 3) : Orpheus
- 2004 : Pryor Offenses (TV) : Richard Pryor
- 2004 : Papas chéris (en) (My Baby's Daddy) de Cheryl Dunye : Lonnie
- 2004 : Blast! : Lamont Dixon
- 2005 : Who Made the Potatoe Salad? : Malik
- 2005 : The Wendell Baker Story : McTeague
- 2005 : Gigolo malgré lui (Deuce Bigalow: European Gigolo) : T.J. Hicks
- 2005 : N.T.V. Volume 1 (vidéo) : Ray Ray
- 2005 : N.T.V. Volume 2 (vidéo) : Benjamin Wells
- 2006 : Sexy Movie (Date Movie) : Frank Jones
- 2006 : Irish Jam : Jimmy McDevitt
- 2007 : Norbit
- 2007 : Urban Justice
- 2008 : Beethoven : Une star est née ! (Beethoven's Big Break) : Stanley
- 2020 : Arnaque à Hollywood (The Comeback Trail) de George Gallo : Devin

### comme producteur
- 2004 : Papas chéris (en) (My Baby's Daddy)
- 2005 : N.T.V. Volume 1 (vidéo) (+ réalisateur et scénariste)
- 2005 : N.T.V. Volume 2 (vidéo)

## Anecdotes
Il a détruit une Ferrari Enzo rouge lors d'une session de "Auto X" (cônes disposés sur un parking pour former un circuit, où l'on roule les uns après les autres) pour promouvoir son film Redline, en Californie.